# Mefentermina
Mefentermina é um estimulante cardíaco usado em tratamento em tratamento de hipotensão arterial (pressão baixa) e, anteriormente, em preparações de descongestionantes nasais.
A mefentermina pertence à classe dos estimulantes cardíacos adrenérgicos e dopaminérgicos que não fazem parte dos glicosídeos. Também é utilizado no tratamento de insuficiência cardíaca.

## Mecanismo de ação
A mefentermina parece agir por estimulação indireta dos receptores β-adrenérgicos, provocando a liberação de noradrenalina de seus locais de armazenamento. É um agente com efeito inotrópico positivo no miocárdio. Com o aumento da velocidade de condução, o tempo de condução e o período refratário do nó AV diminuem, ao passo que ocorre dilatação artérias e arteríolas no músculo esquelético e leitos vasculares mesentéricos, levando a um aumento do volume de sangue proveniente do retorno venoso.
Seu início de ação é de 5 a 15 minutos por administração intramuscular e imediato com administração intravenosa. A duração de ação é de quatro horas com administração intramuscular e 30 minutos com administração intravenosa.

## Indicação e dosagem
Para redução e manutenção da pressão arterial em estados hipotensivos pessoas adultas, a dosagem costuma ser de 30-45 mg em dose única, repetida conforme necessário ou seguida de infusão intravenosa de mefentermina a 0,1% em solução injetável de dextrose a 5%, com a velocidade e a duração da administração dependendo da resposta sintomática.
Para hipotensão materna após raquianestesia, a dose para adultos é de 15 mg em dose única, repetida se necessário.

## Interações medicamentosas
A mefentermina antagoniza o efeito de agentes que reduzem a pressão arterial. Hipertensão grave pode ocorrer com inibidores da monoaminoxidase e possivelmente antidepressivos tricíclicos . Efeitos vasoconstritores podem aumentar quando administrada junto a alcalóides de ergot e ocitocina.
As interações medicamentosas potencialmente fatais são o risco de arritmia cardíaca em pessoas submetidas à anestesia com ciclopropano e halotano.

### Contraindicações
É contraindicada em casos de pressão arterial baixa causada por fenotiazinas, hipertensão e feocromocitoma.